# Suso Cecchi d'Amico
Suso Cecchi d'Amico (italià: Suso Cecchi D’Amico)  (Roma, 21 de juliol de 1914 - Roma, 31 de juliol de 2010) va ser una guionista de cinema i televisió italiana. Va ser una de les guionistes més famoses del cinema italià del seu temps, destacant per les seves col·laboracions amb Luchino Visconti, Vittorio De Sica o Mario Monicelli, en l'època del neorealisme italià. El 1980 va guanyar el Premi David di Donatello i el 1994 el Lleó d'Or del Festival de Venècia en reconeixement de la seva trajectòria. Se la coneixia com la reina de Cinecittà.
Va treballar entre d'altres amb:
- Luigi Zampa (Vivere in pace, 1947; L'onorevole Angelina, 1947; Processo alla città, 1952)
- Vittorio de Sica (El lladre de bicicletes, 1948; Miracle a Milaà, 1951)
- Luchino Visconti (Bellissima, 1951; Senso, 1954; Le notti bianche, 1957; Rocco e i suoi fratelli, 1960; Il gattopardo, 1963; Vaghe stelle dell'Orsa, 1965; Ludwig, 1973; Confidències, 1974; L'innocent, 1976)
- Alessandro Blasetti (Fabiola, 1949; Peccato che sia una canaglia,1955)
- Francesco Rosi (La sfida, 1957; Els venedors ambulants, 1959; Salvatore Giuliano, 1962)
- Luigi Comencini (Proibito rubare, 1948; Una finestra sobre Luna Park, 1956; Infantesa, vocació i primeres experiències de Giacomo Casanova, venecià, 1969, a més de les sèries televisives Les aventures de Pinotxo, 1972; Cuore, 1983, i La storia 1986).
- Mario Monicelli (Proibito (1954), I soliti ignoti (1958), Casanova ‘70 (1965), Bertoldo, Bertoldino e... Cacaseno (1984), I picari (1987), Il male oscuro (1990), Rossini! Rossini! (1991) i Le rose del deserto (2006)).